# Kotschya strigosa
Kotschya strigosa es una especie de planta floral del género Kotschya, tribu Dalbergieae, familia Fabaceae.

## Distribución
Se distribuye por Angola, Burundi, Camerún, Madagascar, Malaui, Mozambique, Nigeria, Ruanda, Tanzania, Uganda, Zambia, Zaire y Zimbabue.

## Taxonomía
Fue descrita por (Benth.) Dewit & P. A. Duvign. y publicada en Bull. Soc. Roy. Bot. Belgique 86: 212 (1954).